# Pierre Rossier
Pierre Joseph Rossier (16 de juliol de 1829 - entre 1883 i 1898) va ser un pioner de la fotografia suís. És conegut pels seus retrats i paisatges urbans i rurals, pels que utilitzava tècniques com la còpia a l'albúmina, els esteroscopis i les targetes de visita. Va ser contractat per l'empresa londinenca "Negretti and Zambra" per viatjar a l'Àsia i documentar els progressos de les tropes anglo-franceses durant la Segona Guerra de l'Opi. Encara que no va aconseguir reunir-se amb l'expedició, va quedar-se a l'Àsia durant anys, fotografiant per primer cop la Xina, les Filipines, el Japó i Siam (actual Tailàndia) alhora que ensenyava les seves tècniques als que serien els primers fotògrafs d'aquests països. De nou a Suïssa va fundar estudis fotogràfics a Friburg i Einsiedeln i va fotografiar diversos indrets del país. Es tracta d'una figura rellevant en la història de la fotografia no només en les seves pròpies produccions, sinó també per la influència que va tenir sobre els inicis de la fotografia a l'Àsia.

## Identitat i orígens
Fins fa pocs anys es coneixia molt poc de la vida de Rossier i fins i tot el seu nom de pila era un misteri. En la seva època a vegades se l'anomenava "P. Rossier" i a vegades "M. Rossier". Diversos documents descoberts a Friburg van demostrar que es deia Pierre i es pot assumir així que "M.Rossier" significa Monsieur. Durant temps es va creure que era francès, i mentre vivia al Japó fins i tot se'l va prendre per anglès.. No obstant això, investigacions recents han revelat que era suís i que va néixer el 16 de juliol de 1829 a Grandsivaz, un poble del Cantó de Friburg i que era el quart de deu germans en una modesta família rural. Quan tenia 16 anys va fer de professor en una escola d'un poble veí, però el 1855, a l'edat de 26 anys, va rebre un sol·licitar un passaport per viatjar a França i Anglaterra a treballar com a fotògraf.
En algun moment després de deixar Suïssa, Rossier va ser contractat per l'empresa d'òptica anglesa Negretti and Zambra per viatjar a la Xina i fer fotografies de la Segona Guerra de l'Opi (1858-1860). És possible que l'empresa va considerar que la nacionalitat suïssa de Rossier seria un avantatge a l'hora d'aconseguir bitllet a bord d'un vaixell britànic o francès, a causa de la proverbial neutralitat d'aquest país. Tenint en compte els riscos i incerteses d'aquest viatge, es tractava d'un encàrrec força important i d'un cost elevat.

## Fotògraf a l'Àsia

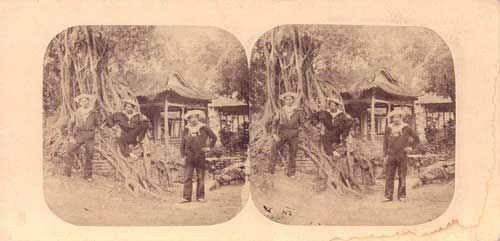
Mariners francesos a Canton (1858) de Pierre Rossier, estereoscòpia còpia a l'albúmina.

Rossier va arribar a Hong Kong el 1858 i aviat va començar a fer fotografies, la majoria al voltant de Canton (actual Guangzhou). El novembre de 1859 Negretti and Zambra va publicar un set de cinquanta fotografies de Rossier, incloses estereoscòpies, que van tenir molt bona acollida. Entre el 1858 i el 1859 Rossier va viatjar a les Filipines, on va fotografiar el Volcà Taal i posteriorment va viatjar al Japó on va fotografiar Nagasaki, Kanagawa, Yokohama i Edo (actual Tòquio). Va ser el primer fotògraf professional del Japó. Una de les fotografies que va fer durant l'estiu de 1859 a Nagasaki, fou un retrat d'Alexander von Siebold, fill del naturalista Philipp Franz von Siebold i un grup de samurais del clan Nabeshima.
El juny de 1860 era a Xangai i possiblement va intentar aconseguir permís per acompanyar l'expedició anglo-francesa, que ja havia arribat al nord de la Xina, i aconseguir així el seu encàrrec de documentar la Segona Guerra de l'Opi. De totes maneres no va aconseguir complir la seva missió, ja que tots dos països ja havien contractat fotògrafs per documentar la missió. Les foces britàniques havien contractat Felice Beato i John Papillon i els francesos Antoine Fauchery, el Lieutenant-Colonel Du Pin, i possiblement Louis Legrand. Malgrat que Rossier no va aconseguir embarcar-se en la missió, va ser contractat per documentar l'Àsia oriental durant un temps més.
L'octubre de 1860, Rossier va tornar a Nagasaki on va fer fotografies del port per encàrrec del cònsol britànic George S. Morrison i per les que va cobrar 70 dòlars, una suma força considerable. Malgrat que Negretti and Zambra havia anunciat les fotos de Rossier com a mínim en dues ocasions el 1860, aquestes no es van publicar fins a l'octubre o novembre del 1861. Cinc de les obres japoneses de Rossier van aparèixer abans al llibre del missioner George Smith Ten weeks in Japan l'abril de 1861 i el juliol d'aquell mateix any vuit fotografies de Rossier també van aparèixer en forma de litografia al llibre de Henry Arthur Tilley Japan, the Amoor, and the Pacific. Una edició de 1861 de l'Illustrated London News va incloure diferents gravats sota el títol "Vida domèstica a la Xina" fets a partir dels estereoscopis de Rossier. Una de les fotografies anunciades per Negretti and Zambra va convertir-se en la primera fotografia comercial feta al Japó, i encara és avui en dia la fotografia acolorida més antiga del Japó.